# 11445 Fedotov
11445 Fedotov eller 1978 SC7 är en asteroid i huvudbältet som upptäcktes den 26 september 1978 av den sovjetisk-ryska astronomen Ljudmila Zjuravljova vid Krims astrofysiska observatorium på Krim. Den är uppkallad efter den sovjetiske-ryske dirigenten Viktor Andrejevitj Fedotov (1933-2001).
Asteroiden har en diameter på ungefär fyra kilometer och tillhör asteroidgruppen Eunomia.